# Antiinflammatorisk
Antiflogistika eller antiinflammatoriska preparat är en samlande benämning läkemedel som dämpar inflammation.

## Inflammationsdämpande läkemedel
- Alindrin
- Ardinex
- Bamyl
- Diklofenak
- Doleron
- Ibuprofen (Ipren, Ibumetin, Alindrin, Burana)
- Naproxen